# Región geográfica inmediata de Araranguá
La región geográfica inmediata de Araranguá es una de las 24 regiones inmediatas del estado brasileño de Santa Catarina, una de las tres regiones inmediatas de la región geográfica intermedia de Criciúma y una de las 509 regiones inmediatas de Brasil, creadas por el IBGE en 2017. Está compuesta de 14 municipios.

## Municipios
| Región Geográfica Inmediata | Código | Municipios                |
| --------------------------- | ------ | ------------------------- |
| Araranguá                   | 420004 | Araranguá                 |
| Araranguá                   | 420004 | Balneário Arroio do Silva |
| Araranguá                   | 420004 | Balneário Gaivota         |
| Araranguá                   | 420004 | Ermo                      |
| Araranguá                   | 420004 | Jacinto Machado           |
| Araranguá                   | 420004 | Maracajá                  |
| Araranguá                   | 420004 | Meleiro                   |
| Araranguá                   | 420004 | Passo de Torres           |
| Araranguá                   | 420004 | Praia Grande              |
| Araranguá                   | 420004 | Santa Rosa do Sul         |
| Araranguá                   | 420004 | São João do Sul           |
| Araranguá                   | 420004 | Sombrio                   |
| Araranguá                   | 420004 | Timbé do Sul              |
| Araranguá                   | 420004 | Turvo                     |